# Margarita Nuez
Margarita Nuez (Foz-Calanda, 1940) es una costurera y diseñadora de moda española, reconocida en el mundo de la moda tanto nacional como internacional.

## Biografía
Nacida en Foz-Calanda (Teruel, Aragón), Margarita Nuez reside en Cataluña desde que tenía dos años. Se inició en el arte de la costura en Barcelona con el sastre, también aragonés, Joaquín Prades.
En 1964, comenzó a trabajar en moda infantil con sus hermanas, instaladas desde hacía tiempo en la capital catalana, que contaban con una excelente clientela. En 1967 abre su propio taller de costura en Barcelona y en 1969 comienza a dedicarse también al prêt-à-porter con un éxito inmediato; abre un taller en la calle Arimon. En 1973 abre su primera boutique en la calle Ciutat de Balaguer. A raíz de su primer desfile individual en el Hotel Princesa Sofía, en abril de 1976, el presidente de la Cooperativa de Alta Costura Española, Segismundo Anta, la invitará a participar en el Salón de la Moda Española, que se celebraba dos veces al año en el Hotel Ritz de Barcelona. Para englobar los nuevos valores, Anta había creado en 1972 el área Moda Selección, con Josep Ferrer, Antonio Meneses, Andrés Andreu y José M. Tresserra, una lista que, con el tiempo, se irá ampliando con otros nombres además del de Margarita Nuez y también con marcas como Carmen Mir, Modas Badia o Marilú.

## De Moda Selección a Modisseny
En 1978 obtiene el Premio Galena de prêt-à-porter. A partir del año 1978, Moda Selección se presentará de forma periódica en Madrid con el apoyo de la Cámara de la Moda Española. A partir de entonces, sin embargo, en Barcelona, los componentes más destacados de Moda Selección, entre ellos Margarita Nuez, quedarán integrados en una única sección dedicada a la costura.
En 1983 deja Moda Selección junto con los participantes iniciales de este proyecto y funda con ellos «Modisseny», una iniciativa que durará hasta el año siguiente y que será uno de los puntales del Salón y la Pasarela Gaudí. Paralelamente comienza a viajar a Italia y establece relaciones comerciales con los principales fabricantes de tejidos.
Margarita Nuez ha sido una habitual de la Pasarela Gaudí desde su creación, en septiembre de 1984; más puntualmente, también ha presentado colecciones en la Pasarela Cibeles, en Madrid. En 1985, abrirá otra boutique en la calle Josep Bertrand.
En 1987 impulsa la gran exposición «España: 50 años de moda», celebrada en el Palacio de la Virreina, en Barcelona; se trata de una iniciativa que será la primera revisión sistemática de la creación española en el campo de la moda. En 1989 hace el primer desfile en Japón con Moda España. El mismo año amplía la empresa con la instalación de nuevos talleres de producción en Esplugas de Llobregat. Crea las marcas de prêt-à-porter M. N., con gran éxito en Bélgica y Canadá, y, en 1989, Vivísima European Look, que se abrirá al mercado japonés.
En 1990 participa en «Catalonia 90's: born in Barcelona», una presentación de moda catalana en Japón, organizada por la Generalidad de Cataluña. En septiembre de ese mismo año, hace la última incursión en la Pasarela Gaudí con un espectacular desfile en el castillo de Púbol dedicado a Gala Dalí. En 1992 formará parte de las diversas exposiciones y desfiles que se organizarán a raíz de los Juegos Olímpicos celebrados en Barcelona. Ese año crea la empresa Tricia, dedicada también al prêt-à-porter.

## Dimensión internacional
Las creaciones de Margarita Nuez se han comercializado en boutiques de Estados Unidos, Japón, Noruega y Australia, y sus colecciones se han presentado en Nueva York, Buenos Aires, Osaka, Burdeos y México. Su prestigio internacional la sitúa como una de las principales representantes de la nueva moda española.
Ha participado en numerosas exposiciones, entre las que se encuentran las siguientes: «España: 50 años de moda», en el Palacio de la Virreina (Barcelona, 1987-1988), 17 autores en el Centro Cultural Tecla Sala (L'Hospitalet de Llobregat, 1993); Vestits nupcials, 1770-1998, Museo Textil y de la Indumentaria (Barcelona,1998); Tras el espejo, moda española, Museo Nacional Centro de Arte Reina Sofía (Madrid, 2003), con el cineasta Gonzalo Suárez de comisario; La edad de oro de la alta costura, Museo del Traje (Madrid, 2010), Museo de Teruel (Teruel, 2010) y Sala de Exposiciones de la CAM (Alicante, 2012); Barcelona alta costura, Palacio Robert (Barcelona, 2010-2011); Barcelona prêt-à-porter, 1958-2008. Medio siglo de industria y moda, Palacio Robert (Barcelona, 2013-2014), y Cataluña es moda, de la alta costura al prêt-à-porter, Espacio Cataluña-Europa (Bruselas, 2014). También se han expuesto vestidos suyos en el Palazzo Mocenigo (Venecia) y en la Galería Maeght (Barcelona). Con su marido, el desaparecido pintor Carlos Mensa, establecieron una relación estrecha entre el arte y la indumentaria, en sus aspectos más formales y arquitectónicos.
El Dictionnaire de la mode au XXe siècle (París, Éditions du Regard, 1996) le dedica dos páginas; el Dizionario della moda, de Guido Verdina (Milán, Baldini&Castoldi, 1999), le dedica una entrada; el Diccionario de la Moda. Los estilos del siglo XX, de Margarita Rivière (Barcelona, Grijalbo, 1988), le dedica también una entrada, igual que Vestir en España, de Rosa María Pereda (Madrid, Ediciones del Dragón, 1986), y España de Moda (Madrid, Artec, 2003). Entre otras publicaciones, ha participado en Diàlegs a Barcelona (Ayuntamiento de Barcelona, 1990), una conversación entre Margarita Nuez e Isak Andik. Ha sido editora y editora de la enciclopedia por fascículos Vestir bien es fácil (Barcelona, 1981-1990) y de Punto por punto: curso completo de punto, ganchillo y costura (Barcelona, Bruguera, 1982).

## Distinciones
Una de sus clientas es la reina Sofía de España desde 1985. Algunas de sus creaciones forman parte de las colecciones del Museo Textil y de la Indumentaria y del Museo del Diseño, en Barcelona, y de la colección textil Antoni de Montpalau, en Sabadell.
En el año 2005 la Generalidad de Cataluña le otorgó la Cruz de San Jorge. El Estado español le concedió la Encomienda de Isabel la Católica en el 2008, otorgada por el rey de España, Juan Carlos I.